# Lenzie
Lenzie ist eine Ortschaft in der schottischen Council Area East Dunbartonshire. Sie liegt am Nordrand des Central Belts etwa elf Kilometer nordöstlich von Glasgow und 23 Kilometer westlich von Falkirk. Im Norden grenzt Lenzie direkt an die Ortschaft Kirkintilloch an. Mit den Villen 27 Victoria Road und Warwick Croft sind in Lenzie zwei Bauwerke der höchsten schottischen Denkmalkategorie A zu finden.

## Geschichte
Lenzie ist eine verhältnismäßig junge Ortschaft, deren Anfänge in den 1840er Jahren zu finden sind. Mit der Eröffnung des Bahnhofs Kirkintilloch Junction im offenen Moorland südlich von Kirkintilloch, wurden die Gebiete in Bahnhofsnähe für Auspendler nach Glasgow interessant. Im Umkreis des Bahnhofs entstanden Häuser, aus welchen schließlich die Ortschaft Lenzie wuchs. Im Jahre 1875 wurde in Lenzie für 150.000 £ eine königliche psychiatrische Pflegeeinrichtung errichtet. In den 1890er Jahren nahm die Lenzie Academy den Betrieb auf. Ende des 19. Jahrhunderts eröffneten in Lenzie zudem verschiedene Kirchen. Auch heute noch pendeln zahlreiche Bewohner zu ihren Arbeitsplätzen nach Glasgow aus.
Lebten 1871 noch 351 Personen in Lenzie, so wuchs die Einwohnerzahl in der folgenden Dekade um rund 1000 an. 1971 lebten 1350 Personen in der Ortschaft. Von diesem Zeitpunkt an folgte ein rascher Zuwachs auf 8873 Einwohner im Jahre 2001. Im Rahmen der Volkszählung 2011 wurde die Einwohnerzahl auf 8415 bestimmt.

## Verkehr
Die Ortschaft ist durch die A806 an das Straßennetz angebunden. Diese verbindet Lenzie mit der drei Kilometer südlich verlaufenden M80 sowie der A80. Der Bahnhof von Lenzie wurde zunächst unter dem Namen Kirkintilloch Junction betrieben und in den ersten Jahrzehnten zunächst zu Campsie Junction, dann zu Lenzie Junction und schließlich 1890 zu Lenzie umbenannt. Er ist bis heute in Betrieb und liegt an der Croy Line der First ScotRail.